# Štorovo
Štorovo – wieś w Słowenii, w gminie Bloke. W 2018 roku liczyła 3 mieszkańców.